# Cirque Knie
Le Cirque National Suisse Knie (en allemand, Schweizer National-Circus Knie) est le principal cirque suisse, basé à Rapperswil (canton de Saint-Gall). L'institution, fondée en 1803 par Friedrich Knie, est d'abord une troupe de forains et de saltimbanques qui se produisent dans une arène à ciel ouvert. Puis, en 1919, le cirque Knie prend sa forme moderne et réalise ses spectacles sous un chapiteau. Depuis de nombreuses années, le cirque Knie est considéré comme une référence pour les numéros de dressage.
Dirigé par Frédy Knie Jnr. et Franco Knie, le cirque compte environ 200 employés et une centaine de véhicules et d'animaux. En plus des artistes à demeure, le cirque collabore avec des artistes de renommée internationale pour élaborer ses spectacles. 
Le cirque Knie créé chaque année un nouveau programme qu'il joue dans toute la Suisse. La tournée dure de mars à novembre et s'arrête dans un peu plus de 20 localités. 

## Histoire
L'histoire du cirque Knie débute en 1803 sous l'impulsion de Friedrich Knie. Celui-ci, étudiant en médecine, décide de quitter ses études pour suivre une jeune écuyère dans une troupe de forains. Le jeune homme se passionne pour l'univers circassien et crée sa troupe.
Pendant près de 100 ans, trois générations de membres de la famille Knie vont faire vivre la troupe Knie. Comme la plupart des artistes et saltimbanques de l'époque, la troupe se déplace de ville en ville et se produit dans une arène ouverte. Au cours de ses déplacements professionnels, la famille Knie découvre la Suisse en 1814. Par la suite, les membres s'installent dans le pays et finissent par obtenir la nationalité helvétique en 1900.
La quatrième génération de la famille Knie décide de moderniser la troupe. En 1919, le cirque Knie est créé sous sa forme moderne par l'achat d'un chapiteau afin d'y réaliser les représentations. Le principe du spectacle en plein air est donc définitivement abandonné. Lors de cette saison d'ouverture, la pandémie de grippe espagnole qui sévit sur le continent européen depuis 1918 oblige l'arrêt des spectacles pendant 3 mois.
Le dressage - notamment d'animaux exotiques - est une des spécialités de la famille. Ainsi, les éléphants vont devenir emblématiques du cirque Knie dès le début des années 1920.
En plus de la constitution du cirque Knie, la famille achète des locaux équestres à Rapperswil (canton de Saint-Gall) pour y passer les mois d'hiver et prendre soin des animaux. Cet achat témoigne de l'importance que prend le dressage des animaux, notamment exotiques, pour la famille et le cirque.
L'entreprise rencontre des difficultés financières en 1935 à la suite du succès mitigé de la tournée 1934.
Durant la Seconde Guerre mondiale, le cirque bénéficie de la neutralité helvétique pour continuer ses tournées sur le sol suisse, épargné par les combats. La famille adopte toutefois une stratégie prudente pendant cette période délicate, ce qui lui permet d'afficher une bonne santé budgétaire au sortir du conflit.
Trois des huit éléphants meurent au cours de l'été 2015, affaiblis par l'âge et la canicule qui sévit en Suisse. Dans la foulée, la famille Knie indique qu'elle ne présentera plus de numéros avec les éléphants restants, ceci afin de préserver les conditions de vie sociales des animaux au zoo de Rapperswil. La Protection suisse des animaux indique de son côté que malgré un mode de vie jugé difficile à gérer (tournées, spectacles), la famille Knie prenait le maximum de soins concernant la santé et les conditions de vie de ses éléphants.
Pour assurer le remplacement du chapiteau et en prévision de l'édition du centenaire en 2019, le cirque Knie lance une campagne de financement participatif qui lui permet de récolter près de 250 000 francs suisses,.
En 2020, la pandémie de Covid-19 entraîne l'annulation des parties romande et tessinoise de la tournée. Seules quelques villes alémaniques reçoivent le cirque et ses artistes durant l'été. Cette annulation partielle est une première pour le cirque centenaire. Fortement affecté par la pandémie comme tout le secteur culturel, le cirque a pu bénéficier de mesures d'aides gouvernementales comme le chômage partiel et a pu héberger les artistes en Suisse.

## Animaux, artistes et troupes liés au Cirque Knie

### Animaux

#### Dressage d'animaux
Le dressage d'animaux est une spécialité familiale du Cirque Knie qui a acquis une réputation internationale dans ce domaine. Les numéros animaliers des Knie les plus célèbres ont été généralement réalisés avec des chevaux ou des éléphants.
Dès les années 1920, les éléphants ont fait partie intégrante du cirque Knie. La dernière tournée comportant un numéro d'éléphants se tient en 2015. Depuis cette date, les animaux vivent en permanence dans le zoo Knie.
- En 1941, Baby, éléphant funambule, est présenté par Rolf Knie senior.
- En 1956, un troupeau de 7 éléphants africains est présenté au Cirque Knie.
- En 1960, le Cirque Knie est le premier au monde à présenter une girafe sur la piste d'un cirque.
- En 1968, autre première mondiale, avec la présentation de Zeila, rhinocéros blanc femelle, qui fut le premier rhinocéros au monde à paraître sur une piste de cirque.
- En 1972, Fredy Knie junior réussit à faire monter une tigresse India sur le dos du rhinocéros Zeila.
- En 1975, Louis Knie présente simultanément 3 tigres et 3 éléphants.

L'hippopotame Juba fut aussi un pensionnaire célèbre du Cirque Knie ainsi que la girafe Malik qui a été visible en piste chevauchée par Fredy Knie junior.
La girafe Lucky, après avoir été présentée seule (conduite par Fredy Knie junior) durant une saison en 1967-68, évolua ensuite avec deux chevaux tarpans, avant de paraître plus tard pour un tour de piste avec le rhinocéros blanc Zeila chevauché par Rolf Knie junior.

#### Zoo ambulant
Dans les années 1970, le zoo ambulant du Cirque Knie comprenait 300 bêtes :
- chevaux (lippizans, Akhal Téké, frisons ...) et poneys (de Norvège, poney nain d'Argentine ...),
- moutons de la Putza, cochons du Vietnam, bœufs watusi, chameaux,
- éléphants indiens et africains,
- girafe, hippopotame, rhinocéros blanc,
- zèbres et zébroïdes,
- kangourous,
- fauves : félins (lions, tigres, panthère noire, panthères longibandes ...), ours bruns et noirs,
- fennecs,
- singes, dont des gorilles et des orangs-outans.

### Clowns, mimes et humoristes
Dans les années 1970, le clown et mime tessinois Dimitri participe à trois tournées en 1970, 1973 et 1979.
En 1977, le cirque Knie accueille l'humoriste lucernois Emil.
En 1995, le cirque engage le clown nain Spidi pour effectuer quelques numéros et transitions ainsi qu'accueillir le public et vendre des programmes,. Année après année - il travaille près de 25 ans pour le cirque Knie - l'artiste devient une figure emblématique du cirque, apprécié pour ses facéties et sa bonne humeur. Souffrant d'une dépression et de difficultés financières, il met fin à ses jours en juillet 2018 durant une tournée. Sa disparition marque profondément la famille Knie, le reste de la troupe ainsi que le monde du cirque en suisse.
Le clown espagnol David Larible est accueilli en tête d'affiche pour la tournée 2016 du cirque Knie. Durant le spectacle, le clown interagit avec le public en réalisant ses numéros avec des spectateurs. Outre leur dimension clownesque, ses sketchs sont basés sur la musique et le jonglage.
Pour la tournée du centenaire en 2019, le cirque accueille les deux humoristes suisses Vincent Kucholl et Vincent Veillon,. Les deux acolytes de la RTS créent pour cette occasion quatre numéros, mêlant leur univers propre aux spécificités et attentes du cirque. Les deux hommes, plus habitués aux scènes et spectacles de théâtre, doivent se familiariser avec la piste et ses spectateurs sur 270 degrés ainsi que l'exigence et les conditions de représentation du cirque.

### Compagnie
En collaboration avec la famille Knie, le Cirque du Soleil monte un spectacle en 1992.

### Art
En 1997, le cirque Knie invite Nathalie Chabrier, peintre française, à créer des œuvres en public sur la piste.

## Tournées
| Année | Artistes | Remarques et commentaires |
| ----- | --- | --- |
| 1919, | | - Tournée inaugurale du cirque Knie - L'épidémie de grippe espagnole conduit à l'annulation des représentations durant 3 mois                                                                  |
| 1934  | | - Mise en scène monumentale (recrutement d'environ 50 artistes indiens) - Succès populaire mitigé                                                                                              |
| 1970  | Dimitri (clown) | |
| 1973  | Dimitri (clown) | |
| 1977  | Emil (clown) | - Grand succès populaire (environ un million de spectateurs) |
| 1979  | Dimitri (clown) | |
| 2008  | Cuche et Barbezat | |
| 2016  | David Larible (clown) ; Shirley Larible (acrobatie - filet) ; David Junior Larible (jonglerie) ; Cirque national de Pyongyang (trapèze) ; Fredy Knie (dressage - chevaux) ; les frères Errani (voltige équestre) ; TwinSpin (jonglerie - diabolo) ; Nikolay Shcherbak et Sergey Popov (équilibre)          | - Première tournée sans éléphants |
| 2018  | Marie-Thérèse Porchet (clown) ; Fredy Knie (dressage - chevaux et lamas) ; Troupe Skokov (acrobatie - balançoire russe) ; Laura Miller (acrobatie) ; Circus Theater Bingo (acrobatie) ; les frères Errani (acrobatie) ; Coperlin (clown - magie) ; Franco Knie Jr. (drones) ; Alexandr Batuev (contorsion) | - Franco Knie Junior réalise une première en introduisant un numéro de drones (en collaboration avec l'École Polytechnique de Lausanne) - Le clown Spidi met fin à ses jours durant la tournée |
| 2019  | Duo Vincent Kucholl - Vincent Veillon (clown) | - Tournée du centenaire |
| 2020  | | - La pandémie de Covid-19 contraint le cirque à annuler toutes ses dates en suisse romande et au Tessin                                                                                        |

## Distinctions

### Cirque
- Le cirque reçoit le Prix du fédéralisme, une distinction honorifique décernée par la Fondation pour la collaboration confédérale, en 2020[18].

### Cavalerie
- La cavalerie du cirque Knie reçoit un clown d'or lors du 44e festival international du cirque de Monte-Carlo en 2020[19].

## Entreprise
Le siège social du cirque est situé à Rapperswil dans le canton de Saint-Gall.
En 2019, le cirque compte près de 230 employés.